# Spray (Oregon)
Spray – miasto w Stanach Zjednoczonych, w stanie Oregon, w hrabstwie Wheeler.